# Hirasa contubernalis
Hirasa contubernalis är en fjärilsart som beskrevs av Moore 1888. Hirasa contubernalis ingår i släktet Hirasa och familjen mätare. Inga underarter finns listade i Catalogue of Life.